# Bruno-Kreisky-Preis für Verdienste um die Menschenrechte
Der Bruno-Kreisky-Preis für Verdienste um die Menschenrechte wurde 1976 aus Anlass des 65. Geburtstags von Bruno Kreisky ins Leben gerufen, da dieser keine persönlichen Geschenke annehmen wollte.
Auch Unternehmen und Institutionen, die nicht dem sozialdemokratischen Lager Österreichs zuzurechnen waren, beteiligten sich an der Aufbringung des Stiftungskapitals.

## Auswahl und Jury
Der Preis wird alle zwei Jahre an Einzelpersonen, Gruppen, Institutionen oder Projekte verliehen, die sich um die Menschenrechte verdient gemacht haben. Das Preisgeld liegt zwischen 7.000 und 30.000 Euro.
Die Preisträger werden sowohl vom Kuratorium der Bruno Kreisky Stiftung als auch von einer internationalen Jury bestimmt. Zu dieser zählten unter anderem bereits Marion Gräfin Dönhoff, Willy Brandt, Olof Palme, Roland Dumas und der Sohn Peter Kreisky.

## Preisträger 1979
- Kardinal Raúl Silva Henríquez, Chile für die Verteidigung der Menschen- und Gewerkschaftsrechte gegen das Regime Pinochet,
- Issam Sartawi, Palästina, und Arie Lova Eliav, Israel, als Wegbereiter eines israelisch-palästinensischen Dialogs.
- Erzbischof Miguel Obando Bravo, Nicaragua
- Hildegard Goss-Mayr und Jean Goss, Österreich und Christiaan Frederick Beyers Naudé, Südafrika für ihren pazifistischen Einsatz und den Ost-West Dialog.
- Amnesty International, Österreichische Sektion für ihren Einsatz für eine politische Gefangene in Argentinien.
- Committee for Human Rights, International Trade Union, Österreich

## Preisträger 1981
- Gewerkschaft Histadrut, Israel, Simha Flapan, Israel und Raymonda Tawil, Israel für ein Projekt zur Förderung des Zusammenlebens von palästinensischen Arabern und Juden
- Nelson Mandela, Südafrika, zu jener Zeit noch inhaftiert.
- Domitila Barrios de Chungara, Bolivien als führende Frauenrechtsaktivistin
- Orlando Fals Borda, Kolumbien und Enrique Álvarez Córdoba, El Salvador für ihren Kampf gegen Armut und Unterdrückung
- Kim Chi-ha und Kim Dae Jung, Südkorea, als führende Personen der Demokratie und Menschenrechtsbewegung in Südkorea.
- Fondation pour une entraide intellectuelle Européenne, Frankreich für ihre humanistische Arbeit und die Unterstützung von Wissenschaftlern und Intellektuellen im kommunistischen Osteuropa.
- Felix Ermacora, Österreich und Rosa Jochmann, Österreich für langjähriges Wirken gegen Faschismus

## Preisträger 1984
- Hilfskomitee für Nicaragua, Österreich für die Aufbauarbeit
- Volkshilfe Österreich
- Österreichische Liga für Menschenrechte für ihren Beitrag zur Verbreitung des Menschenrechtsbewusstseins in Österreich.
- Union of Concerned Scientists für die Unterstützung des friedlichen Dialoges zwischen Ost und West
- Freunde der Universität Tel Aviv, Österreich
- Vicaría de la Solidaridad, Chile für die Arbeit zur Unterstützung der politischen Gefangenen
- Oswald Amstler, Österreich
- Erzbischof Raymond G. Hunthausen, USA für seinen Aufruf zur nuklearen Abrüstung.
- Muzaffer Saraç, Türkei für seine Arbeit für Menschenrechte und Demokratie
- Schulamit Aloni, Israel als Aktivistin des israelisch-palästinensischen Dialoges
- Luiz Inácio Lula da Silva, Brasilien für seine mutige Arbeit unter der brasilianischen Militärdiktatur
- Prälat Leopold Ungar, Österreich für humanitäre Verdienste in Österreich
- Yolanda Urízar Martínez de Aguilar, Guatemala und Marianella García Villas, El Salvador für ihre Tätigkeit als Menschenrechtsanwältin

## Preisträger 1986
- Herbert Amry (posthum), Österreich
- Stiftung Bruno Kreisky Archiv, Österreich
- Wiener Institut für Entwicklung und Zusammenarbeit, Österreich
- Österreichisches Institut für Friedensforschung und Erziehung
- Komitee der Mütter der Verschwundenen, El Salvador
- Menschenrechtskommission, Guatemala
- Österreichische Flüchtlingshilfe
- International Historians of the Labour Movement (ITH)
- Jewish-Arab House in Beth Berl, Israel
- Erich Weisbier, Österreich

## Preisträger 1988
- Bischof Leonidas Proaño
- Frei Betto, Brasilien
- Benazir Bhutto, Pakistan
- Latif Dori, Israel
- Committee for Israeli-Palestinian Dialogue founded by Israelis of Oriental Origin, Israel
- Anton Lubowski, Namibia
- Sergio Ramírez, Nicaragua
- Claudia Vilanek, Österreich
- Freunde des Chaim Sheba Medical Center Tel Hashomer, Österreich
- Gesellschaft für österreichisch-arabische Beziehungen, Österreich
- Greenpeace, Österreich
- Guatemaltekische Menschenrechtsorganisation GAM, Guatemala
- Internationale Helsinki Föderation, Österreich
- Justitia et Pax, Koreanische Kommission
- Katholische Sozialakademie, Österreich
- Komitee für soziale und medizinische Hilfe für Palästinenser, Österreich
- Neve Shalom Wahat al-Salam, Israel
- Unitad Nacional de Trabajadores, El Salvador
- Verein für die Geschichte der Arbeiterbewegung, Österreich

## Preisträger 1991
- Bärbel Bohley, Deutschland
- Congress of the South African Trade Unions, Südafrika
- Yael Dayan, Israel
- Faisal Husseini, Palästina
- International Center for Peace in the Middle East, Israel/Palästina
- İnsan Hakları Derneği, Türkei
- Horst Kleinschmidt, Südafrika/Großbritannien
- Komitee Cap Anamur, Deutschland
- Felicia Langer, Israel
- Paulinho Paiakan Kayapoo, Brasilien
- Ständiges Komitee für Nationalen Dialog, El Salvador
- Poznań Human Rights Center, Polen
- Dschalal Talabani, Syrien/Irak
- Alfredo Vázquez Carrizosa, Kolumbien
- Anti-Apartheid Movement, Österreich
- CARE, Österreich
- Flughafensozialdienst, Flughafen Schwechat, Österreich
- Liesl Frankl, Österreich
- Frauensolidarität, Österreich
- Gesellschaft für bedrohte Völker, Österreich
- Bischof Erwin Kräutler, Brasilien
- Österreichisches Rotes Kreuz, Österreich
- „Wissenschaftsladen“ der Universität Linz, Österreich
- Hilfskomitee für Flüchtlinge in Österreich, Österreich

## Preisträger 1993
- Abe J. Nathan, Israel
- Das indigene Volk der Canela, Brasilien
- Gani Fawehinmi, Nigeria
- Nicolae Gheorghe, Rumänien
- Christine Hubka und Gertrud Hennefeld, Österreich
- Pater Georg Sporschill, SJ, Rumänien

- Kemal Kurspahić und Zlatko Dizdarević, Bosnien-Herzegovina
- Tanja Petovar, Jugoslawien
- Memorial, GUS
- Rudolf Pichlmayr, Deutschland
- Martha Kyrle, Österreich
- SOS Mitmensch, Österreich
- Kroatisch-Muslimisch-Serbischer-Dialog, Österreich

## Preisträger 1995
- Sumaya Farhat-Naser, Palästina
- Sergei Adamowitsch Kowaljow, Russland
- Ken Saro-Wiwa, Nigeria
- Leyla Zana, Türkei

- Komitee zur Verteidigung der Menschenrechte im Iran, Österreich
- World University Service Graz, Österreich
- Ludwig Boltzmann Institut für Menschenrechte (BIM), Österreich
- Flüchtlingshilfe Poysdorf, Österreich
- Obdachlosenasyl „Die Gruft“, Österreich
- Pater August Janisch, Österreich

## Preisträger 1997
- Abbas Amir Entezam, Iran
- Emily Lau, Hongkong
- Uri Avnery, Israel
- Ivan Zvonimir Čičak, kroatischer Politiker
- Otto Tausig, Österreich
- Willi Resetarits, Österreich
- Ernst Fürlinger für das Österreichische Netzwerk gegen Armut

## Preisträger 2000
- Radhika Coomaraswamy, Sri Lanka, UNO-Sonderbotschafterin über Gewalt an Frauen
- The Belgrade Centre for Human Rights, Belgrader Menschenrechtszentrum, Jugoslawien
- NGO-Projekt „Ein Antidiskriminierungsgesetz für Österreich“
- Karlheinz Böhm, Österreich/Äthiopien

## Preisträger 2002
- Kardinal Franz  König, Alterzbischof von Wien, für seinen Einsatz für Toleranz und Dialog
- Ute Bock, Wien, für ihren Einsatz für Flüchtlinge aus aller Welt
- Amira Hass, Tel Aviv/Ramallah, für ihre herausragenden, unabhängigen, journalistischen Arbeiten;
- Das Palestinian Centre for Human Rights, in Ghaza-Stadt, für seinen jahrelangen mutigen Einsatz für die Wahrung der Menschenrechte in den besetzten palästinensischen Gebieten

## Preisträger 2005
- Nadja Lorenz und Georg Bürstmayr aus Wien
- Andrej Sannikow aus Belarus

## Preisträger 2007
- Gao Zhisheng, China
- Jovan Mirilo, Serbien
- Zivilcourage und Anti-Rassismus-Arbeit (ZARA), Österreich
- Manfred Nowak, Österreich
- Ehrenpreis: Kofi Annan, ehemaliger UNO-Generalsekretär

## Preisträger 2011
- Daniel Barenboim mit dem West-Eastern Divan Orchestra
- die Hilfsorganisationen ASPIS, ESRA und Hemayat

## Preisträger 2013
- Mazen Darwish, syrischer Journalist und Menschenrechtsaktivist
- Bogaletch Gebre, äthiopische Menschenrechtsaktivistin
- Cecily Corti, Gründerin von VinziRast in Wien-Meidling[4]

## Preisträger 2015
- Vian Dakhil, im irakischen Parlament, Vertreterin der Jesiden, Laudatio: Violet Al Raheb
- Marijana Grandits, 2000–2012 Mitglied der Menschenrechtskommission im Innenministerium Österreichs, Laudatio: Manfred Nowak
- Nachbarinnen in Wien, für Migrantenfamilien mit türkischer, arabischer, somalischer und tschetschenischer Muttersprache, Laudatio: Sandra Frauenberger

## Preisträger 2017
- Aslı Erdoğan[5]
- Wolfgang Kaleck[6]

## Preisträger 2019
- Amal Fathy[7][8]
- Verein Shalom Alaikum – Jewish Aid for Refugees
- Projekt „Kenne deine Rechte“ – Alexandra Stocker, David Weiss und andere
- Ehrenpreis: Michael Landau

## Preisträger 2022
- Maria Kalesnikawa
- Al-Haq
- asylkoordination österreich
- Martin Hochegger

## Preisträger 2024
- Wladimir Kara-Mursa und Ehefrau Jewgenija Kara-Mursa
- Gerald Rockenschaub
- Verein Autonome Österreichische Frauenhäuser